# Nolana reichei
Nolana reichei là loài thực vật có hoa trong họ Cà. Loài này được M.O. Dillon & Arancio, Gina mô tả khoa học đầu tiên.